# Intro (hudba)
Intro je anglicismus a český slangový výraz hudební terminologie. Výraz intro je zkráceninou výrazu původního (hudební) introdukci (italsky introduzione), obvykle kratší instrumentální skladba nebo pasáž. 

## Původní a přenesený význam
V původním smyslu výraz označoval několikavětou zahajovací skladbu začínající samostatnou částí nebo větou, která má původ v hudbě italského baroka, nazývané introduzione; jde konkrétně o druh moteta pro sólový hlas, který se obvykle zpívá před sborovou částí liturgického textu. Významná jsou zejména Introduzioni Antonia Vivaldiho (RV 635–642). 
Pokud některá věta sonátové formy začíná introdukční částí, nebývá zpravidla tato introdukce chápána jako provedení věty.
V přeneseném a dnes obvyklejším užití v oblasti populární hudby se jedná o úvodní skladu otevírající hudební album nebo koncert. Může, ale nemusí předznamenávat náladu (melodii, rytmus, harmonii) alba. Opakem intra je outro (uzavírací pasáž).